# ヘキスト染色工場

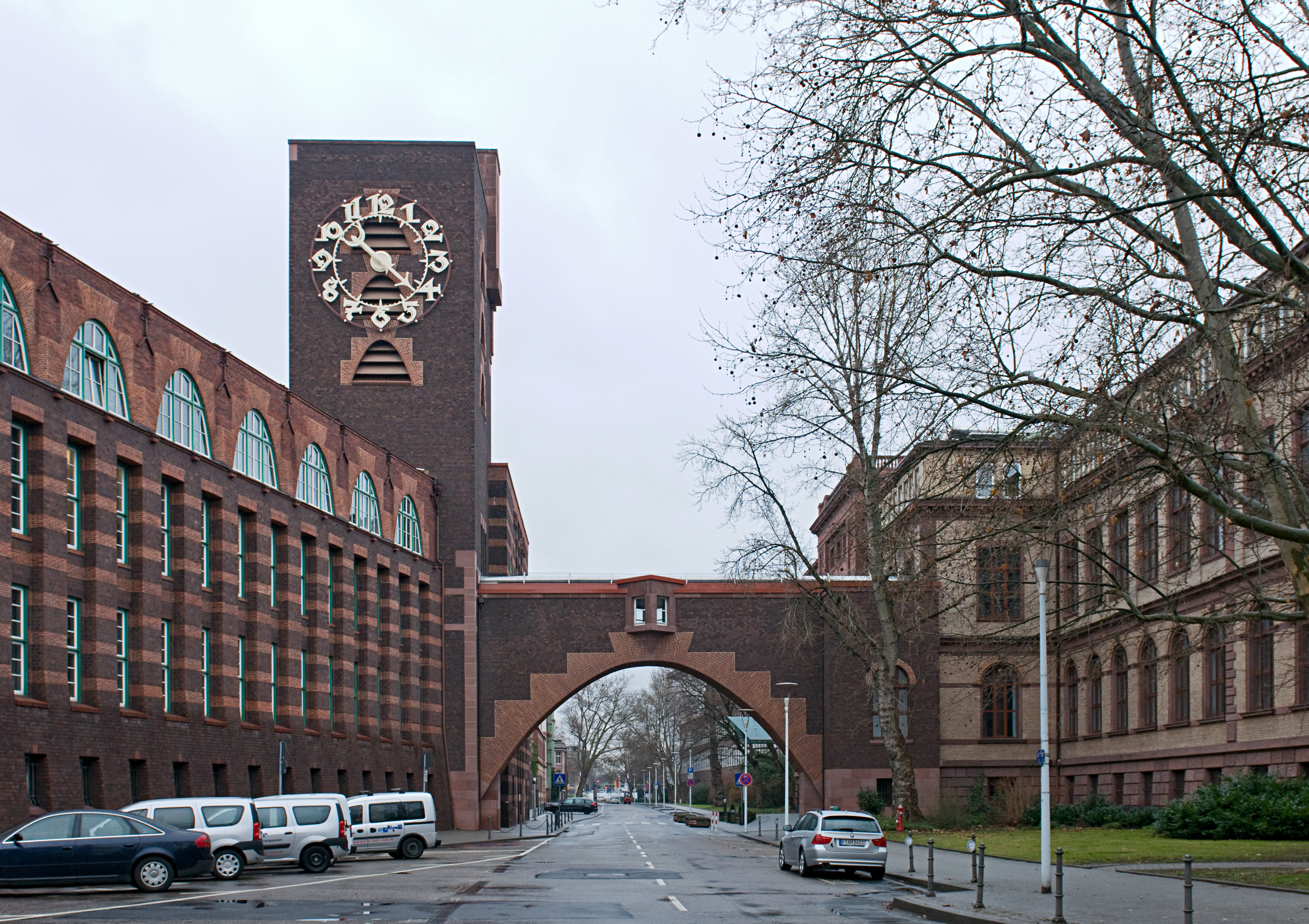
ヘキスト染色工場

ヘキスト染色工場（ヘキストせんしょくこうじょう）は、ドイツ・フランクフルト＝ヘーヒストにある建築物。1920年から1925年にかけて、建築家のペーター・ベーレンスによって建てられた、ドイツ表現主義を代表する建物である。
かつてのドイツの総合化学企業ヘキストのシンボルマークはこの工場の外観をかたどっている。
鍾乳洞のような事務塔の玄関ホール、微妙な色使いで積み分けられたレンガ、上部へ行くほど外へ迫出した独特の外壁など、全体としてゴシックの空間が見事に表現されている。